# 冨田賢 (サッカー指導者)
冨田 賢（とみた けん、1985年7月9日 - ）は、アメリカ合衆国ペンシルベニア州ピッツバーグ出身の元サッカー選手、サッカー指導者。慶應義塾大学環境情報学部教授の冨田勝を父に、作曲家の冨田勲を祖父に持つ。

## 来歴
幼稚舎から慶應義塾で学ぶ。FC東京U-15、同U-18でプレー。同期には梶山陽平、呉章銀、李忠成、斎藤雅也、鎌田次郎、眞行寺和彦らがいた。2004年慶應義塾大学に進学し、同大ソッカー部に加入。4年次には主将を務めた。2008年ザスパ草津U-23に加入、2010年シーズン終了後に退団し、翌2011年より慶應義塾大学ソッカー部コーチに就任する。
2017年からは関東大学女子サッカーリーグ1部、武蔵丘短期大学サッカー部顧問及び同大健康生活学科健康マネジメント専攻専任講師に就任。
2018年、慶應義塾大学ソッカー部監督就任。
2019年、慶應義塾大学ソッカー部監督退任。